# František Konečný
František Konečný (4. března 1936 – říjen 2017) byl český politik, bývalý senátor za obvod č. 67 – Nový Jičín a člen ODS.

## Politická kariéra
Do roku 1998 zasedal v zastupitelstvu města Odry, kde do roku 1998 působil jako místostarosta.
Ve volbách 1996 se stal členem horní komory českého parlamentu, když v obou kolech porazil sociální demokratku Astrid Poučovou. V senátu se angažoval ve Výboru petičním, pro lidská práva, vědu, vzdělávání a kulturu. Ve volbách 1998 svůj mandát neobhajoval.